# لوران بدواني
لوران بدواني (بالفرنسية: Laurent Boudouani)‏ مواليد 29 ديسمبر 1966 في فرنسا، هو ملاكم فرنسي سابق صنّف ضمن فئة وزن خفيف المتوسط بدأ مسيرته الاحترافية سنة 1989. حقق بطولة رابطة الملاكمة العالمية. حقق الميدالية الفضية في الألعاب الأولمبية الصيفية 1988.

## إحصائيات
خاض خلال مسيرته 42 نزالا، فاز في 38 وتعادل في 1 وخسر في 3. فاز بالضربة القاضية في 32 نزالا.

## الميداليات
| الميدالية | المسابقة                       |
| --------- | ------------------------------ |
| فضية      | الألعاب الأولمبية الصيفية 1988 |

## روابط خارجية
- لوران بدواني على موقع بوكس ريك (الإنجليزية) (registration required)
- لوران بدواني على موقع أوليمبيديا (الإنجليزية)